# Взрыв газа в Кливленде

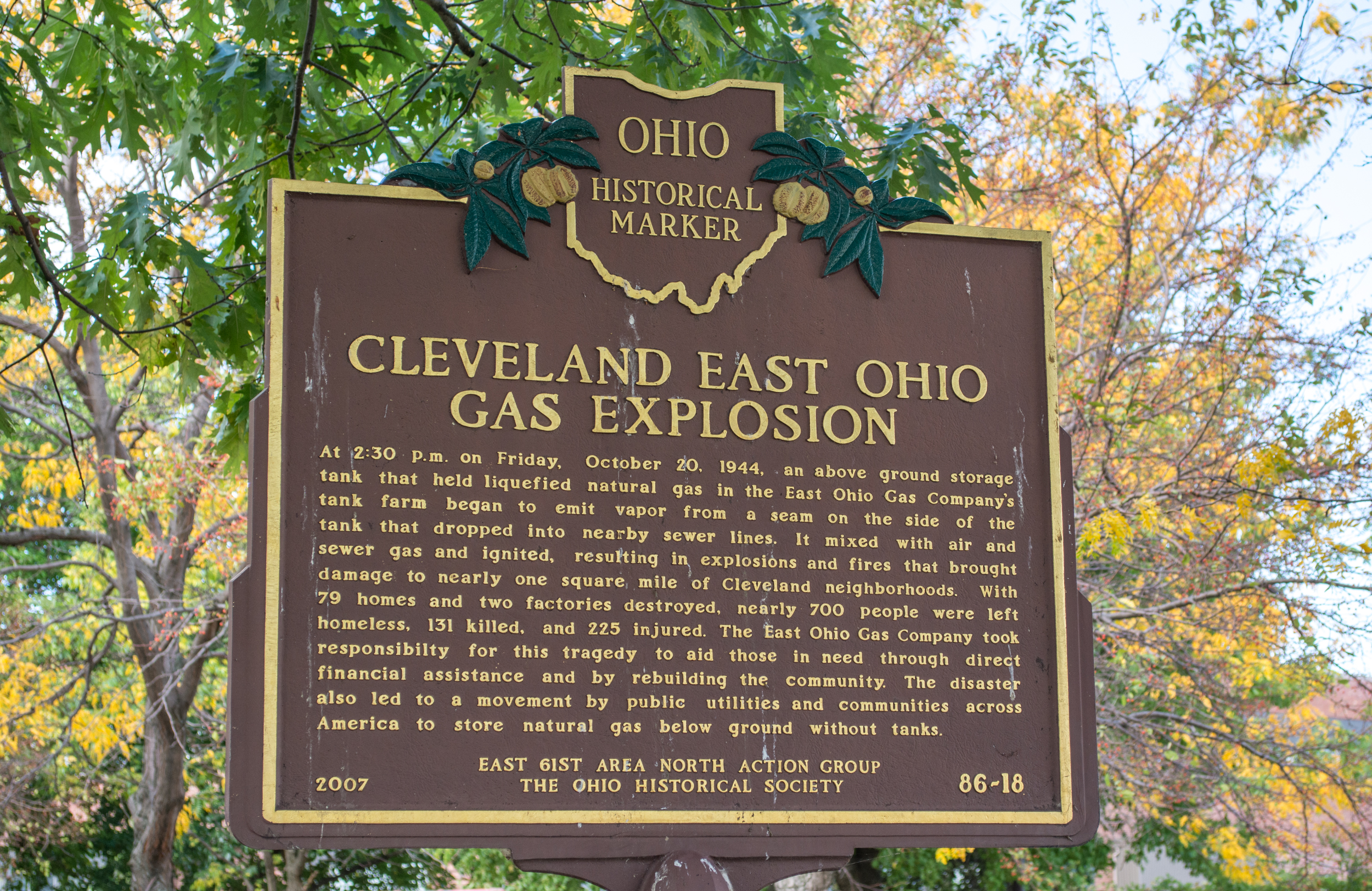
Мемориальная вывеска в парке Грдина, к югу от резервуара СПГ.

Взрыв газа в Кливленде произошел во второй половине дня в пятницу, 20 октября 1944 года. В результате утечки газа, взрыва и пожара погибло 130 человек, были разрушены здания на площади в одну квадратную милю в восточной части Кливленда (штат Огайо).

## История
Компания «East Ohio Gas» построила завод по производству сжиженного природного газа (СПГ) в Кливленде в 1940 году, сразу после того, как ее дочерняя компания «Hope Natural Gas Company of West Virginia» построила удачный опытный завод. Это был первый подобный завод в мире. Первоначально он состоял из трёх сфер диаметром примерно 19 м, содержащих СПГ при температуре -162°С. Каждая сфера содержала примерно 1,4 миллиона м³ природного газа. Четвертый бак был добавлен в 1942 году. Его ёмкость составляла 2,8 миллиона м³ газа. Завод успешно работал три года. Газ пускали в сеть, когда наступали похолодания и требовались дополнительные мощности; ранее во время резкого похолодания газовое отопление для некоторых потребителей было недоступно.

## Катастрофа
В пятницу, 20 октября 1944 года в 14:30 из шва на боковой поверхности газгольдера № 4 начал выделяться пар. Эксперты раскритиковали непроверенную форму и материалы цилиндра. Резервуар находился недалеко от озера Эри на Восточной 61-й улице, и ветер с озера гнал пары в Кливленд, где они попадали в канализационные трубы через водосборники.
Вырвавшийся газ смешивался с воздухом и канализационным газом. В результате последовавшего взрыва крышки люков взлетели ввысь и из канализации вырвались языки пламени. Одна из крышек была найдена в нескольких милях к востоку в районе Гленвилль. После взрыва люди решили, что бедствие локализовано и стали возвращаться домой. В 15:00 взорвался второй надземный резервуар, сровняв с землёй резервуарный парк. Взрывы и пожары продолжались, в результате чего многие из тех, кто вернулся домой, считая, что они в безопасности, оказались в ловушке. Домохозяйки, которые были дома, внезапно обнаружили, что их дома охвачены пламенем. На следующий день информационные сообщения «Ассошиэйтед Пресс» содержали интервью выживших, многие из которых делали дома уборку, готовясь к приближающейся субботе.
Коронер округа Кайахога доктор Сэмюэл Гербер подсчитал, что первоначальное число погибших составило 200 человек. Однако Гербер говорил, что масштабы пожара и температура, способная испарить человеческую плоть и кости, были настолько велики, что делали невозможным точный подсчёт. Окончательное число погибших оказалось ниже первоначальных оценок коронера. Потери могли быть значительно выше, если бы взрывы произошли после завершения занятий в местных школах, а работающие родители вернулись домой после работы. Всего без крова осталось более 600 человек, было разрушено семьдесят домов, две фабрики, множество автомобилей и километры подземной инфраструктуры.
После взрывов и пожаров газовая компания пыталась заверить общественность, что на разрушенном заводе газа для города хватит только на 24 часа. Многие семьи, проживавшие в этом районе, потеряли не только свои дома, но и акции, облигации и наличные деньги. Оценки уничтоженной личной и промышленной собственности колеблются от 7 до 15 миллионов долларов.
Мощность взрыва в Кливленде была оценена как равная 2,43 килотонны или 1/6 атомной бомбы сброшенной на Хиросиму.

## Долгосрочные последствия
Взрыв также оказал долгосрочное воздействие на всю газовую промышленность США. До катастрофы наземные хранилища природного газа были обычным явлением в городах по всей Америке. После происшествия коммунальные предприятия и местные сообщества начали реконструировать системы хранения природного газа. Стала расти популярность подземных хранилищ природного газа.

## В культуре
Катастрофа является важной частью сюжета в романе Дона Робертсона «Величайшее событие после нарезанного хлеба» (1965), а также в романе Себастьяна Барри «На стороне Ханаана», (2011).